# The Chaser (film, 2008)
Pour les articles homonymes, voir The Chaser.
Pour plus de détails, voir Fiche technique et Distribution.
The Chaser ou Le chasseur au Québec (hangeul : 추격자 ; RR : Chugyeogja) est un film sud-coréen réalisé par Na Hong-jin, sorti en 2008. Il s'agit d’une histoire réelle, le film s’inspirant du tueur en série sud-coréen Yoo Young-chul.

## Synopsis
Jung-ho, un ex-flic devenu proxénète sans foi ni loi, retrouve ses talents d'enquêteur quand il apprend qu'une de « ses filles », Mi-jin, a disparu, comme trois autres avant elle. Au début, il pense qu'il a affaire à un autre proxénète qui aurait vendu « ses filles » puis il comprend que c'est plus grave. Il se lance alors dans une véritable chasse à l'homme pour retrouver Mi-Jin et faire emprisonner le tueur, Yeong-Min, qui, arrêté à la suite d'un banal accrochage en voiture, a avoué les meurtres d'autres jeunes femmes elles aussi disparues. La police, incompétente, incrédule, brouillonne, ridicule, comprend malgré tout qu'elle tient un tueur en série, mais doit le relâcher à la suite d'un beau cafouillage. Jung-Ho veut d'autant plus retrouver Mi-Jin qu'il a rencontré sa fillette de neuf ans et que peu à peu il comprend le mal qu'il fait aux femmes qu'il exploite sans pitié.

## Fiche technique
- Titre original : 추격자
- Titre anglophone : The Chaser
- Titre québécois : Le chasseur
- Réalisation : Na Hong-jin
- Scénario : Na Hong-jin ; Lee Shinho et Hong Won-Chan (adaptation)
- Musique : Kim Joon-seok et Choi Yong-rak
- Décors : Lee Min-bok
- Costumes : Chae Kyeong-wha
- Photographie : Lee Seong-jae
- Son : Choi Tea-young
- Montage : Kim Soon-min
- Production : Kim Soo-jin et Yoon In-beom
- Société de production : Bidangil Pictures
- Société de distribution : Showbox Entertainment
- Pays de production :  Corée du Sud
- Langue originale : coréen
- Format : couleur - 2,35:1 - Dolby Digital - 35 mm
- Genre : thriller, drame
- Durée : 123 minutes
- Dates de sortie :
  - Corée du Sud : 14 février 2008 (avant-première mondiale)
  - France : 17 mai 2008 (Festival de Cannes) ; 18 mars 2009 (nationale)
  - Belgique : 6 mai 2009
- Interdiction: moins de 12 ans avec avertissement

## Distribution
- Kim Yoon-seok (VFB : Mathieu Moreau) : Eom Joong-ho
- Ha Jeong-woo (VFB : Bruno Mullenaerts) : Ji Young-Min
- Seo Young-hee (VFB : Séverine Cayron) : Kim Mi-jin
- Park Hyo-joo : l'inspecteur Oh Eun-shil
- Jeong In-gi : l'inspecteur Lee Gil-woo

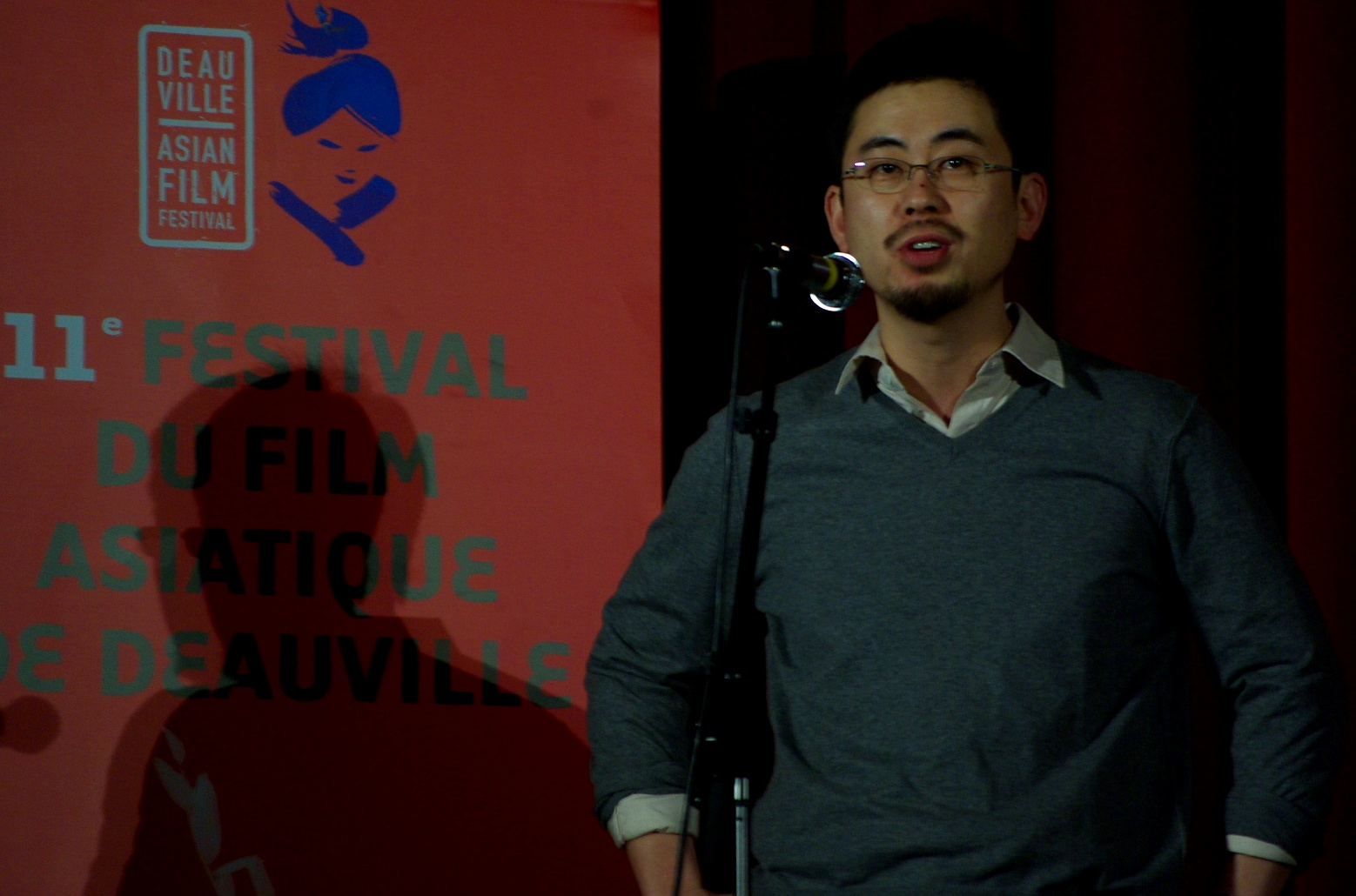
Le réalisateur Na Hong-jin au festival du film asiatique de Deauville 2019.

- Kim Yoo-jung : Eun-ji, la fille de Mi-jin
- Koo Bon-woong : Oh-jot
- Kim Yeong-seon
- Son Hee-seon
- Choi Jeong-woo

## Accueil

### Critique
En France, le site Allociné propose une moyenne de 4,1⁄5, d'après l'interprétation de 26 critiques de presse.

### Box-office
| Pays ou région | Box-office        | Date d'arrêt du box-office | Nombre de semaines |
| -------------- | ----------------- | -------------------------- | ------------------ |
| Corée du Sud   | 5 071 619 entrées | 1er juin 2008              | 16                 |

## Distinctions et sélections

### Récompenses
- Asia Pacific Screen Awards 2008 : meilleur acteur pour Kim Yoon-seok
- Baeksang Arts Awards 2008 :
  - Grand Prix (Daesang)
  - Meilleur nouveau réalisateur pour Na Hong-jin
- Blue Dragon Film Awards 2008 : meilleur acteur pour Kim Yoon-seok
- Buil Film Awards 2008 :
  - Meilleur réalisateur pour Na Hong-jin
  - Meilleur acteur pour Kim Yoon-seok
  - Meilleur monteur pour Kim Soon-min
  - Buil Readers' Jury Award
- Chunsa Film Art Awards 2008 :
  - Meilleur acteur pour Kim Yoon-seok et Ha Jeong-woo
  - Meilleur nouveau réalisateur pour Na Hong-jin
  - Meilleur scénario pour Na Hong-jin
  - Meilleur technique pour Choi Tae-young
- Director's Cut Awards 2008 :
  - Meilleur acteur pour Ha Jeong-woo
  - Meilleur nouveau réalisateur pour Na Hong-jin
- Grand Bell Awards 2008 :
  - Meilleur film
  - Meilleur réalisateur pour Na Hong-jin
  - Meilleur acteur pour Kim Yoon-seok
  - Meilleure direction de la photographie pour Lee Seong-jae
  - Meilleure planification pour Kim Soo-jin et Yoon In-beom
- Korean Film Awards 2008 :
  - Meilleur film
  - Meilleur acteur pour Kim Yoon-seok
  - Meilleur réalisateur pour Na Hong-jin
  - Meilleur nouveau réalisateur pour Na Hong-jin
  - Meilleur scénario pour Na Hong-jin
  - Meilleur monteur pour Kim Soon-min
- Pusan Film Critics Awards 2008 :
  - Meilleur acteur pour Kim Yoon-seok
  - Meilleur scénario pour Na Hong-jin
- University Film Festival of Korea 2008 : meilleur acteur pour Kim Yoon-seok
- Asian Film Awards 2009 : meilleur monteur pour Kim Soon-min
- Festival du film asiatique de Deauville 2009 : Lotus Action Asia

### Nominations
- Baeksang Arts Awards 2008 :
  - Meilleur film
  - Meilleur réalisateur pour Na Hong-jin
  - Meilleur acteur pour Kim Yoon-seok
  - Meilleur acteur pour Ha Jeong-woo
  - Meilleur scénario pour Na Hong-jin
- Blue Dragon Film Awards 2008 :
  - Meilleur film
  - Meilleur acteur pour Ha Jeong-woo
  - Meilleure actrice dans le second rôle pour Seo Young-hee
  - Meilleur nouveau réalisateur pour Na Hong-jin
  - Meilleur scénario pour Na Hong-jin
  - Meilleure direction de la photographie pour Lee Seong-jae
  - Meilleure musique pour Kim Jun-seok et Choi Yong-rak
  - Meilleur technique pour Kim Soon-min
- Buil Film Awards 2008 :
  - Meilleur film
  - Meilleur acteur pour Ha Jeong-woo
  - Meilleur nouveau réalisateur pour Na Hong-jin
  - Meilleur scénario pour Na Hong-jin
  - Meilleure direction de la photographie pour Lee Seong-jae
  - Meilleur éclairage pour Lee Cheol-oh
- Festival Cinémas et Cultures d'Asie 2008 : soirée de clôture
- Grand Bell Awards 2008 :
  - Meilleur acteur pour Ha Jeong-woo
  - Meilleure actrice dans le second rôle pour Seo Young-hee
  - Meilleur nouveau réalisateur pour Na Hong-jin
  - Meilleur scénario pour Na Hong-jin
  - Meilleur monteur pour Kim Soon-min
  - Meilleur son pour Kim Sin-yong
- Korean Film Awards 2008 :
  - Meilleure actrice dans le second rôle pour Seo Young-hee
  - Meilleure direction de la photographie pour Lee Seong-jae
  - Meilleure musique pour Kim Jun-seok
- Festival de Cannes 2008 - sélection officielle hors compétition :
  - Caméra d'or
  - Caméra d'or - Mention spéciale
- Asian Film Awards 2009 :
  - Meilleur acteur pour Ha Jeong-woo
  - Meilleur scénario pour Na Hong-jin

## Autour du film
- Il connait une ovation de près d'une dizaine de minutes lors de sa présentation au festival de Cannes 2008.
- Il a été tourné à Mangwon-dong de Mapo-gu qui se situe à l'ouest de Séoul[réf. nécessaire].